# Paphnuce l'Ascète
Ne doit pas être confondu avec Paphnuce, Paphnuce de Borovsk ou Paphnuce le Grand.
Saint Paphnuce l'Ascète ( copte : Ⲁⲃⲃⲁ Ⲡⲁⲫⲛⲟⲩϯ), également connu sous le nom de Paphnuce l'Ermite, était un anachorète égyptien du IVe siècle.

## Éléments biographiques
Il est nommé Paphnuce Képhalas (par Pallade) et Paphnuce Bubalus (par Jean Cassien). 
Saint Paphnuce était le disciple de saint Macaire le Grand qui était anachorète dans le désert égyptien, et de saint Antoine.
Sa fête est célébrée le 15 février et le 25 septembre dans l'Église orthodoxe. Dans le christianisme copte, il est célébré le 15 Meshir.
Il est particulièrement célèbre pour ses récits sur la vie de nombreux saints et ermites du désert égyptien, comme saint Onuphrius.
Il reçut la visite de Cassien en 395, alors qu'il avait quatre-vingt-dix ans. 